# Maria De Filippi
Maria De Filippi (Milano, 5 dicembre 1961) è una conduttrice televisiva, autrice televisiva e produttrice televisiva italiana.
Attiva in televisione dal 1992, quando ha cominciato a lavorare per Canale 5 conducendo il talk show pomeridiano Amici, ha consolidato la sua notorietà negli anni successivi presentando e producendo diversi format divenuti poi programmi televisivi di punta della rete ammiraglia Mediaset, come Uomini e donne, C'è posta per te, Temptation Island, Tú sí que vales e Amici di Maria De Filippi.
È proprietaria con RTI della società di produzione televisiva Fascino PGT, che realizza vari programmi per le reti Mediaset, tra cui tutte quelle condotte da lei e dal marito e cofondatore Maurizio Costanzo. Nel 2013 ha fondato la web TV Witty TV, il sito internet e piattaforma social che rimanda ai programmi prodotti dalla società.
Insieme a Paolo Bonolis e Gerry Scotti è considerata una dei volti di punta di Mediaset.

## Biografia

Maria De Filippi in una foto dei primi anni novanta

Figlia di un rappresentante di medicinali, Giovanni De Filippi, e di una professoressa di lettere, Giuseppina Bottoni (1927-2015), nasce a Milano, ma all'età di dieci anni si trasferisce a Mornico Losana, nell'Oltrepò Pavese, dove i genitori possedevano un vigneto, ora gestito dal fratello. Frequenta il Liceo Classico Statale Ugo Foscolo di Pavia e in questo periodo vince il concorso provinciale di storia contemporanea "Testimoni e Protagonisti". Dopo il diploma si laurea con lode in Giurisprudenza all'Università degli Studi di Pavia, specializzandosi in Scienza delle Finanze e tentando la carriera in Magistratura.
Dopo aver lavorato come redattrice di tesi, collabora per due anni con l'Istituto per la Ricerca Sociale (IRS) e in seguito si è occupata dell'ufficio legale di una società produttrice di videocassette. Nel settembre 1989, durante un convegno contro la pirateria musicale organizzato a Venezia dalla società per cui lavora, conosce Maurizio Costanzo, il quale le offre la possibilità di collaborare con lui e, nel novembre dello stesso anno, diventa l'assistente di Costanzo. Dal gennaio 1990 diviene anche compagna del noto presentatore, quando lui era ancora sposato con la sua terza moglie Marta Flavi, ma da cui comunque si separerà ufficialmente nel dicembre 1990.

### Gli inizi come conduttrice
Debutta in televisione il 26 settembre 1992, subentrando a Lella Costa nella conduzione del talk show di Canale 5 Amici, trasmesso nel primo pomeriggio del sabato, di cui poi nasce anche un'edizione in prima serata intitolata Amici di sera e diventando autrice della trasmissione (al fianco di Alberto Silvestri) a partire dalla seconda stagione da lei condotta. La trasmissione, sotto la sua conduzione, vince il Telegatto nel 1995 e nel 1996 nella categoria Miglior trasmissione di intrattenimento con ospiti. Dall'esperienza del talk show nasce inoltre un libro, pubblicato dalla Arnoldo Mondadori Editore e intitolato Amici - Dialoghi con gli adolescenti (1996), in cui venivano raccolte le storie e le esperienze dei protagonisti ospiti nella trasmissione. Al libro ne è seguito un secondo, sempre pubblicato dalla Mondadori, intitolato Amici di sera - Gli adolescenti e la famiglia (1997). Nella stagione 1993/1994 conduce su Rete 4 il talk show Ai tempi miei.

### L'attentato di via Fauro (1993)
Il 14 maggio 1993 Maria De Filippi e Maurizio Costanzo furono vittime del fallito attentato di via Fauro a Roma, organizzato da Cosa Nostra per ritorsione contro Costanzo, all'epoca realizzatore di diversi programmi incentrati sulla lotta alla mafia (Giovanni Falcone era stato per molto tempo un ospite ricorrente del Maurizio Costanzo Show e grande amico di Costanzo). L'attentato prevedeva l'esplosione di un'autobomba imbottita con 90 kg di tritolo posizionata in via Ruggero Fauro, poco distante dal teatro Parioli, luogo in cui all'epoca veniva realizzato il Maurizio Costanzo Show e dove i due abitualmente passavano in auto per far ritorno a casa. L'attentato non fece vittime grazie ad un'incertezza del sicario che innescò il detonatore dell'autobomba con alcuni secondi di ritardo rispetto al dovuto, in quanto Costanzo e la De Filippi si trovavano a bordo di un'auto diversa rispetto a quella da loro abitualmente usata, ma provocò comunque sette feriti, tra cui l'autista e una guardia del corpo dei due, e ingenti danni alle automobili e agli edifici circostanti. La De Filippi ha avuto poi modo di dichiarare di essere rimasta traumatizzata dall'evento, tanto da aver dovuto familiarizzare nuovamente con la guida.

### 1996-1999
A marzo del 1996 presenta per una settimana e in via sperimentale il talk show tutto al femminile Eva contro Eva, nel primo pomeriggio di Canale 5. Subito dopo, nella medesima fascia, lancia una nuova trasmissione pomeridiana, Uomini e donne, in onda dal lunedì al venerdì e dedicata ai conflitti tra marito e moglie, che avrà anche un ciclo di trasmissioni in prima serata nella primavera 1998. Grazie anche a questo programma, la popolarità della conduttrice aumenta ulteriormente, tanto da permetterle di vincere un Telegatto nel 1997 in qualità di Personaggio femminile dell'anno.
Nell'autunno 1998 conduce il reality show di prima serata Missione impossibile, che tuttavia ottiene bassi risultati d'ascolto e viene cancellato dopo cinque puntate e uno stravolgimento del format originale. Nel 1999 conduce alcuni nuovi programmi, tutti per la prima serata di Canale 5, come Accadde Domani e Coppie (e i relativi speciali Coppie - Monica Lewinsky, in onda il 14 aprile, e Coppie - Ciao amore, in onda il 9 giugno). Nel primo speciale, registrato negli studi televisivi britannici poche settimane dopo l'uscita del libro Monica's story, la conduttrice intervista la giovane stagista della Casa Bianca, diventata famosa per la relazione sentimentale con l'allora Presidente degli USA Bill Clinton. Il secondo speciale è invece dedicato ai familiari dei militari e volontari italiani, cui viene data l'opportunità di rivedere e riparlare con i propri cari in collegamento dal Kosovo per l'operazione Allied Force, in corso nella Repubblica Federale di Jugoslavia. Conclusa la stagione televisiva, teatro dell'ultima edizione di Amici nel frattempo collocato su Italia 1, sempre al sabato pomeriggio, nell'estate del 1999 realizza una puntata zero di Colpo di scena, programma che però non verrà proposto durante la stagione successiva.

### Anni duemila
Nel gennaio 2000 la conduttrice lancia un nuovo programma di prima serata, C'è posta per te, da lei ideato insieme ad Alberto Silvestri e Salvatore De Pasquale, che ottiene da subito un notevole riscontro da parte del pubblico, tanto da venir riproposto da Canale 5 in tutte le successive stagioni, trovando una collocazione fissa pochi anni dopo l'esordio nella prestigiosa prima serata del sabato.
Nello stesso periodo, modifica il format di Uomini e donne, che da talk show classico diventa dating show, incentrato sulla ricerca dell'anima gemella da parte di un tronista tra alcune persone candidate spontaneamente, i corteggiatori. Con questa nuova formula, nel corso degli anni 2000 porta la trasmissione all'apice della popolarità, lanciando diversi attori e personaggi televisivi come Tina Cipollari, Costantino Vitagliano, Francesco Arca. Nella primavera del 2001 presenta un'edizione del Gran Premio Internazionale dello Spettacolo, al fianco di Gerry Scotti.
Nel settembre 2001, in qualità di produttrice attraverso la Fascino PGT, lancia un nuovo talent show, Saranno famosi, inizialmente condotto da Daniele Bossari su Italia 1 e in seguito condotto personalmente da lei. Il programma ottiene un ottimo successo di pubblico, cambiando a partire dalla seconda edizione il titolo in Amici di Maria De Filippi (nonostante il titolo, il programma non ha niente a che fare con il format omonimo degli anni novanta) e venendo promosso su Canale 5 a partire dal 2003. Con il passare delle stagioni, il programma si impone nel panorama televisivo mantenendo ascolti sempre molto positivi, e lancia nel mondo della musica diversi artisti.
Nell'estate 2004, la conduttrice propone il reality show Volere o volare, prodotto senza conduzione ma prodotto dalla Fascino PGT, mentre nell'aprile del 2005 conduce, per una settimana, il TG satirico Striscia la notizia insieme a Garrison Rochelle e Kledi Kadiu, componenti del cast di Amici di Maria De Filippi. L'estate 2005 è teatro di una nuova trasmissione prodotta dalla Fascino PGT, Vero amore, in onda il giovedì in prima serata.
La popolarità ottenuta dalla conduttrice e il successo delle trasmissioni da lei condotte, gli ormai consolidati C'è posta per te, Uomini e donne e Amici di Maria De Filippi, le consentono nel 2006 di dichiarare un reddito di 3 986 000 euro, collocandola così tra i primi 300 contribuenti italiani.
Nel settembre 2006 conduce il poco fortunato Unan1mous, mentre nella primavera successiva viene nominata autrice "in corsa" di Uno due tre stalla, reality show condotto da Barbara D'Urso con scarsi risultati d'ascolto.
Il 2008 è un anno particolarmente fortunato per Amici di Maria De Filippi che, giunto alla sua settima edizione, vede trionfare Marco Carta, che ottiene un importante successo discografico subito dopo la conclusione della trasmissione. È l'anno della svolta per la trasmissione, che acquisisce una maggior credibilità anche nel mercato discografico, fino a quel momento abbastanza freddo nei confronti dei vincitori delle passate stagioni del talent. Nello stesso anno produce lo show Il ballo delle debuttanti condotto da Rita dalla Chiesa, che non incontra il successo del pubblico venendo così chiuso dopo poche puntate. Il 16 maggio 2009 a Torino, in piazza San Carlo, in occasione del Mediaset Day organizzato per il passaggio al digitale della televisione nel territorio piemontese, si svolge lo spettacolo Amici - La sfida dei talenti, seguito da circa 50 000 spettatori, che andrà in onda il 16 giugno successivo in prima serata su Canale 5, al quale partecipano alcuni ragazzi lanciati dalla trasmissione come Alessandra Amoroso, Valerio Scanu, Karima, Anbeta Toromani e altri. Nel 2009 inoltre, è voluta da Paolo Bonolis per presentare insieme a lui la finale del Festival di Sanremo, che vede trionfare proprio uno dei cantanti lanciati dal talent show dalla De Filippi, Marco Carta.

### Anni 2010
Nel dicembre 2009 realizza una puntata zero di un nuovo talent show, Italia's Got Talent, che ottiene un ottimo riscontro da parte del pubblico, tanto da proporre un primo ciclo di puntate nella primavera del 2010; nel programma la conduttrice assume il ruolo di giudice insieme a Gerry Scotti e Rudy Zerbi, mentre i conduttori sono Simone Annicchiarico e Geppi Cucciari, quest'ultima poi sostituita dall'edizione successiva da Belén Rodríguez. La trasmissione ottiene ottimi ascolti anche nella sua prima stagione, venendo così confermata per le stagioni successive con una nuova collocazione al sabato sera.
Nel dicembre 2012 viene proposto un nuovo programma prodotto dalla Fascino PGT, The Winner Is, condotto da Gerry Scotti con Rudy Zerbi a capo della giuria, che la vede nella sola veste di produttrice. Nel marzo 2013 fonda il canale-web "Witty TV", il quale trasmette nuovi programmi destinati esclusivamente al web e affidati a Diana Del Bufalo e a Garrison Rochelle, legati e collegati ad Amici e Uomini e donne, i due principali programmi di Canale 5 firmati dalla Fascino PGT. Nel luglio 2013 la De Filippi, con lo staff della Fascino PGT, produce quattro puntate del Music Summer Festival - Tezenis Live, un evento musicale in onda in prima serata su Canale 5 nel mese di luglio e presentato da Alessia Marcuzzi e Simone Annicchiarico. Il programma viene confermato anche per le successive estati, sempre condotto dalla Marcuzzi ma affiancata da Rudy Zerbi.
Nella stagione 2013-2014, la striscia quotidiana di Amici approda su Real Time, mentre su Canale 5 restano i consueti appuntamenti del sabato pomeriggio e del serale. Intanto il 9 novembre 2013 prende il posto di Maurizio Costanzo alla conduzione del Radio Costanzo Show di RTL 102.5. Nell'estate 2014 ripropone dopo nove anni il format di Vero amore, cambiandone formula e nome divenendo Temptation Island La trasmissione è condotta da Filippo Bisciglia. Nell'autunno 2018 alla versione classica, si aggiunge anche Temptation Island VIP, condotta da Simona Ventura.
Dal 4 ottobre 2014, in seguito alla perdita dei diritti del format originale Italia's Got Talent da parte di Mediaset, è giudice di un nuovo talent show per il sabato sera di Canale 5, Tù si que vales. In occasione del Premio Regia Televisiva 2015 vince il premio come Miglior Personaggio Femminile della stagione televisiva. Inoltre ritira con Emma Marrone, Elisa e Giuliano Peparini il premio per Amici di Maria De Filippi. Il 21 e 22 settembre 2015 conduce le prime due puntate stagionali di Striscia la notizia, in coppia con Michelle Hunziker mentre nei primi mesi del 2016 produce l'edizione italiana del programma iberico Pequeños gigantes, condotto da Belén Rodríguez.
Nella stagione televisiva 2016-2017 produce, sempre per Canale 5, il programma in prima serata Selfie - Le cose cambiano (condotto da Simona Ventura) ed il varietà House Party, con conduzioni variabili e da lei presentato (con Sabrina Ferilli) nel primo appuntamento.
Conduce il Festival di Sanremo 2017 al fianco di Carlo Conti, in onda dal 7 all'11 febbraio in diretta su Rai 1.
Il festival otterrà una media del 51%, risultando il più seguito dal 2006.
Nel 2019 conduce per le prime puntate la prima edizione di Amici Celebrities, in onda dal 21 settembre in prima serata su Canale 5.

### Anni 2020
Inizialmente, viene scelta dalla Rai per condurre uno speciale in prima serata, su Rai 1 il giorno 25 novembre 2020, dedicato alla violenza contro le donne, insieme a Sabrina Ferilli e Fiorella Mannoia, ma, vista la pandemia di COVID-19, lo show viene annullato per essere sostituito dal film Nome di Donna. Continua anche i suoi programmi sulle reti Mediaset, nel day-time Uomini e donne e, in prima serata, Tú sí que vales e Amici di Maria De Filippi. Produce ancora i suoi programmi e la versione VIP di Temptation Island.
Nel 2021 vince un Premio Speciale ai Seat Music Awards per il suo importante contribuito all'industria musicale grazie ad Amici. Nel 2022 produce un nuovo programma condotto da Simona Ventura dal nome Ultima fermata, remake di Temptation Island, ma non ottenendo il successo sperato viene cancellato dopo una sola edizione.
Il 20 febbraio 2024, ad un anno dalla scomparsa del marito Maurizio Costanzo, insieme a Fabio Fazio conduce su Canale 5 dal Teatro Parioli, storica ambientazione del Maurizio Costanzo Show, uno speciale per ricordarlo e celebrarlo.

## Vita privata
Il 28 agosto 1995 si è unita in matrimonio con rito civile, celebrato presso il comune di Roma dall'allora sindaco Francesco Rutelli, con il noto giornalista e conduttore televisivo Maurizio Costanzo divenendo la sua quarta moglie, dopo un fidanzamento iniziato nel gennaio 1990. Nel 2002 la coppia ha preso in affido Gabriele, un ragazzo all'epoca di dieci anni, che adotterà poi nel 2004. Rimarrà legata a Maurizio Costanzo fino alla morte di lui, avvenuta nel febbraio 2023. Nel 2024, per smentire false notizie diffuse in rete, ha rivelato di aver rinunciato all'eredità del marito a favore dei suoi figli e di quello che insieme avevano adottato.
Maria De Filippi è molto legata ad Ansedonia, in provincia di Grosseto, dove possiede una residenza da decenni. Ha un fratello maggiore di nome Giuseppe, proprietario di una azienda vinicola a Mornico Losana (fondata dai genitori), nell'Oltrepò Pavese, e amministratore delegato della Fascino PGT.

## Programmi televisivi

### Conduttrice
- Amici (Canale 5, 1992-1996; Italia 1, 1996-1997, 2000-2001)
  - Amici di sera (Canale 5, 1993-1997)
- Ai tempi miei (Rete 4, 1993)
- Eva contro Eva (Canale 5, 1996)
- Amici speciale Trenta ore per la vita (Canale 5, 1996)
- Uomini e donne (Canale 5, dal 1996)
- Buona Domenica (Canale 5, 1997-1998)[62]
- Accadde domani (Canale 5, 1998)
- Speciale Uomini e donne (Canale 5, 1998)
- Missione impossibile (Canale 5, 1998)
- Coppie (Canale 5, 1999)
- Coppie - Monica Lewinsky (Canale 5, 1999)
- Coppie - Ciao amore (Canale 5, 1999)
- Colpo di scena (Canale 5, 1999)
- C'è posta per te (Canale 5, dal 2000)
- Cari amici miei (Italia 1, 2001)
- Gran Premio Internazionale dello Spettacolo (Canale 5, 2001)
- Saranno famosi, in seguito re-intitolato Amici di Maria De Filippi (Italia 1, 2001-2003, 2020-2021; Canale 5, dal 2002)[63]
- Vero amore (Canale 5, 2005)
- Striscia la notizia (Canale 5, 2005, 2015)
- Unan1mous (Canale 5, 2006)
- Festival di Sanremo (Rai 1, 2009[64], 2017)
- Italia's Got Talent (Canale 5, 2009-2013) giurata
- Tú sí que vales (Canale 5, dal 2014) - giurata
- House Party (Canale 5, 2016) - 1ª puntata
- Amici Celebrities (Canale 5, 2019)[65]
- Amici speciali (Canale 5, 2020)
- Amici Specials (Prime Video, 2021)
- Dedicato a...Maurizio Costanzo (Canale 5, 2024)

### Produttrice
- Amici (Canale 5, 1992-1996; Italia 1, 1996-1997, 2000-2001)
- Ai tempi miei (Rete 4, 1993)
- Amici di sera (Canale 5, 1993-1997)
- Eva contro Eva (Canale 5, 1996)
- Uomini e donne (Canale 5, dal 1996)
- C'è posta per te (Canale 5, dal 2000)
- Saranno famosi, in seguito re-intitolato Amici di Maria De Filippi (Italia 1, 2001-2003, 2020-2021; Canale 5, dal 2002)
- Volere o volare (Canale 5, 2004)
- Grandi domani (Italia 1, 2005)
- Vero amore (Canale 5, 2005)
- Unan1mous (Canale 5, 2006)
- Uno due tre stalla (Canale 5, 2007)
- Il ballo delle debuttanti (Canale 5, 2008)
- Italia's Got Talent (Canale 5, 2009-2013)
- Let's dance (Canale 5, 2010)
- The Winner Is (Canale 5, 2012)
- Summer Festival (Canale 5, 2013-2016, 2018)
- Temptation Island (Canale 5, 2014-2021, dal 2023)
- Tú sí que vales (Canale 5, dal 2014)
- Pequeños gigantes (Canale 5, 2016)
- Selfie - Le cose cambiano (Canale 5, 2016-2017)
- House Party (Canale 5, 2016)
- Temptation Island VIP (Canale 5, 2018-2019)
- Amici Celebrities (Canale 5, 2019)
- Amici speciali (Canale 5, 2020)
- Amici Specials (Prime Video, 2021)
- Ultima fermata (Canale 5, 2022)
- Dedicato a...Maurizio Costanzo (Canale 5, 2024)
- This Is Me (Canale 5, 2024)

## Radio
- Radio Uno per Tutti - Tutti per Radio Uno (Rai Radio Uno, 1993)

## Filmografia
In tutti i casi si tratta di apparizioni nel ruolo di sé stessa.
- Natale sul Nilo, regia di Neri Parenti (2002)[66]
- I Cesaroni – serie TV, episodio 2x10 (2008)
- Finalmente la felicità, regia di Leonardo Pieraccioni (2011)
- Untraditional – serie TV, episodio 1x07 (2016)
- Sbagliata ascendente leone, regia di BENDO (2022)
- Vita da Carlo – serie TV, episodio 2x05 (2023)

## Opere
- Amici. Dialoghi con gli adolescenti, Milano, Mondadori, 1996, ISBN 88-04-37921-9. (2ª ed. 1997).
- Amici di sera. Gli adolescenti e la famiglia, Mondadori, 1997, ISBN 88-04-42292-0. (2ª ed. 1998).

## Riconoscimenti
- 1995 – Telegatto Intrattenimento con ospiti con Amici[67]
- 1996 – Telegatto Intrattenimento con ospiti con Amici di sera[67][68]
- 1997 – Telegatto Personaggio femminile dell'anno[67]
- 1998 – Telegatto Intrattenimento con ospiti con Accadde domani[67]
- 2000 – Telegatto Miglior talk show con C'è posta per te[67]
- 2001 – Telegatto Miglior talk show con C'è posta per te[67][69]
- 2002 – Telegatto Miglior reality show con Saranno famosi[67][70]
- 2002 – Telegatto Trasmissione dell'anno con Saranno famosi[67][70]
- 2003 – Telegatto Miglior reality show con Amici di Maria De Filippi[67][71]
- 2003 – Telegatto Personaggio femminile dell'anno[67][71]
- 2011 – Wind Music Award Premio speciale "Arena di Verona"[72][73]
- 2012 – Premio Regia Televisiva categoria Top Ten con Italia's Got Talent
- 2013 – Premio Regia Televisiva categoria Top Ten con Italia's Got Talent
- 2015 – Premio Regia Televisiva categoria Top Ten con Amici di Maria De Filippi
- 2015 – Premio Regia Televisiva categoria Personaggio femminile dell'anno
- 2017 – Premio Marisa Bellisario categoria Arte dello spettacolo e imprenditoriale
- 2021 – Seat Music Awards per il contributo all'industria musicale grazie ad Amici
- 2021 – Maria Io Esco Award categoria Miglior conduttrice[senza fonte]
- 2022 – Maria Io Esco Award categoria Miglior conduttrice[senza fonte]
- 2023 – TV Award categoria Miglior conduttrice[74]
- 2023 – Cavaliere d'Oro Premio Eccellenza per la promozione e sostegno all'arte e al talento[senza fonte]
- 2024 – Bubino d'Oro categoria Conduttrice dell'anno[75]